# Charles T. Lanham

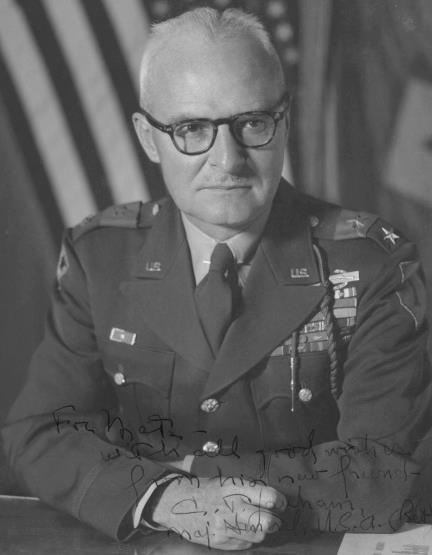
Charles T. Lanham

Charles Trueman Lanham (* 14. September 1902 in Washington, D.C.; † 20. Juli 1978 in Chevy Chase, Montgomery County, Maryland) war ein Generalmajor der United States Army. Er war unter anderem Kommandeur der 1. Infanteriedivision.
Charles Lanham war der Sohn von Ira Clifford und dessen Frau Alice Bryan O’Neil. Er besuchte die öffentlichen Schulen seiner Heimat. Zwischen 1921 und 1924 absolvierte er die United States Military Academy in West Point. Nach seiner Graduation wurde er als Leutnant der Infanterie zugeteilt. In der Armee durchlief er anschließend alle Offiziersränge bis zum Zweisterne-General. Er diente zunächst im 12. Infanterieregiment. Im Jahr 1931 absolvierte er die Infantry School, an der er anschließend als Lehrer tätig wurde. Später kommandierte er eine Kompanie des 17. Infanterieregiments und im Jahr 1935 wurde er Stabsoffizier beim National Guard Bureau. Hauptsächlich war er in den 1930er Jahren aber mit Ausbildungsaufgaben befasst. Im Jahr 1939 absolvierte er das Command and General Staff College.
Nach dem amerikanischen Eintritt in den Zweiten Weltkrieg war er zunächst bei einer Ausbildungseinheit der Infanterie. Dort wurden unter seiner Anleitung Ausbildungshandbücher für die Infanterie erstellt. Anschließend ging er nach Hollywood, wo er die Produktion einer Reihe von Armee-Werbefilmen überwachte. Für einige Zeit leitete er die Abteilung für visuelle Militärwerbung (Propaganda) der Bodentruppen. Im März 1943 bekam er mit dem Oberbefehl über das 272. Infanterieregiment sein erstes größeres Truppenkommando. Im Juli 1944 übernahm er das Kommando über das 22. Infanterieregiment, das der 4. Infanteriedivision unterstand. Im weiteren Verlauf drang er mit seiner Einheit im Verbund mit anderen amerikanischen Kampfverbänden in Frankreich nach Osten vor. Seine Einheit gehörte zu den ersten Truppen die Paris erreichten. Im weiteren Kriegsverlauf nahm Lanham mit seiner Einheit an den Gefechten mit den Deutschen teil. Dazu gehörten auch die Abwehr der Ardennenoffensive und die Schlacht im Hürtgenwald. Im März 1945 wurde Lanham stellvertretender Kommandeur der 104. Infanteriedivision und drei Monate später übernahm er die gleiche Funktion bei der 26. Infanteriedivision.
Lanham blieb nach Kriegsende noch für einige Monate als Besatzungsoffizier, unter anderem in Österreich, in Europa. Danach wurde er in den Stab des Heeresministeriums berufen wo er bis 1948 die Abteilung für Informationen und Ausbildung als Director of Information & Education leitete. Dabei war er unter anderem für die Entwicklung neuer Methoden der Ausbildung und der Personalführung zuständig. Diese waren nicht unumstritten und es kam zu Vorwürfen seine Ideen seien zu liberal. Dennoch wurden einige seiner Methoden von anderen Waffengattungen wie der United States Navy und der United States Air Force übernommen. Danach bekleidete er bis 1950 weitere Stabsaufgaben. Zwischen Januar 1953 und Juni 1954 kommandierte er die 1. Infanteriedivision. Anschließend war er für einige Monate stellvertretender Leiter des Armed Forces Staff Colleges in Norfolk in Virginia. Ende des Jahres 1954 ging er in den Ruhestand.
Charles Lanham machte sich nicht nur als Offizier einen Namen. Schon in den 1920er und 1930er Jahren verfasste er neben seinen militärischen Aufgaben literarische Werke wie zum Beispiel Sonette und veröffentlichte sie zum Teil. Seine literarische Begabung kam ihm auch zugute, als er seine Ideen zur Verbesserung der militärischen Ausbildungsmöglichkeiten schriftlich entwickelte. Während des Krieges lernte er Ernest Hemingway kennen. Dieser begleitete ihn während des Feldzugs 1944 als Kriegsberichterstatter. Die beiden Männer wurden Freunde und blieben es bis zu Hemingways Tod im Jahr 1961. Es existiert ein umfangreicher Briefwechsel zwischen den beiden. In seinem Roman Über den Fluss und in die Wälder soll Charles Lanham das Vorbild für die Hauptperson im Roman gewesen sein.
Nach seinem Ausscheiden aus dem aktiven Militärdienst arbeitete Lanham für verschiedene Firmen wie z. B. die Pennsylvania-Texas Corporation, die in der Waffenbranche tätig war. Danach war er bis 1970 für die Firma Xerox tätig. Charles Lanham starb am 20. Juli 1978 und wurde auf dem Nationalfriedhof Arlington beigesetzt.

## Orden und Auszeichnungen
Charles Lanham erhielt im Lauf seiner militärischen Laufbahn unter anderem folgende Auszeichnungen:
- Army Distinguished Service Medal
- Distinguished Service Cross
- Silver Star
- Bronze Star Medal
- Legion of Merit
- Croix de Guerre (Frankreich)
- Croix de Guerre (Belgien)
- Orden der Ehrenlegion